# Maytenus cardenasii
Maytenus cardenasii är en benvedsväxtart som beskrevs av Henry Hurd Rusby. Maytenus cardenasii ingår i släktet Maytenus och familjen Celastraceae. Inga underarter finns listade.